# Ochna mauritiana
Ochna mauritiana är en tvåhjärtbladig växtart som beskrevs av Jean-Baptiste de Lamarck. Ochna mauritiana ingår i släktet Ochna och familjen Ochnaceae. Inga underarter finns listade i Catalogue of Life.

## Bildgalleri

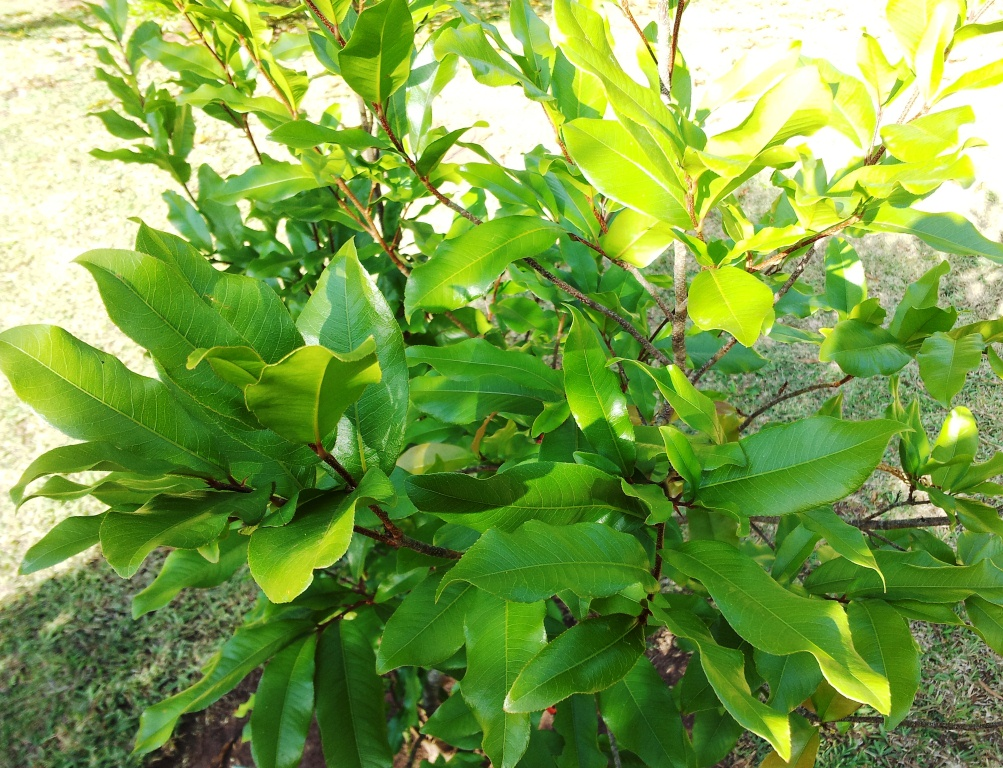
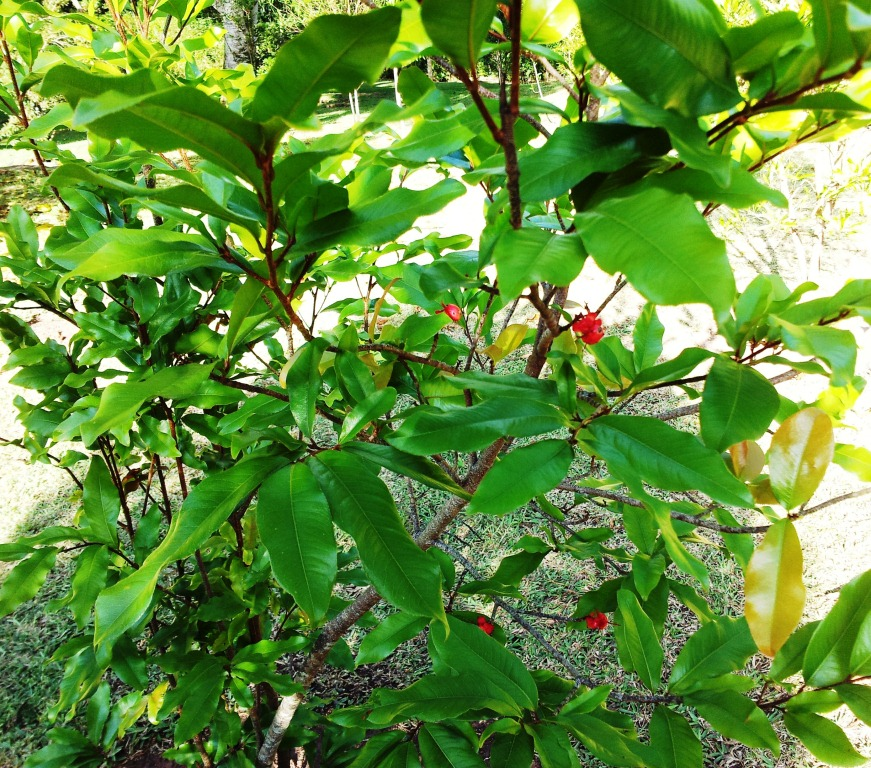